# Antonio Domenici

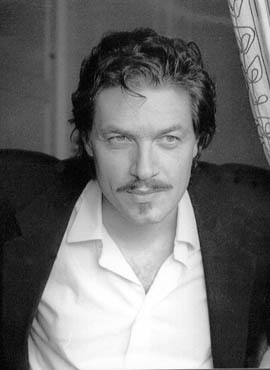
Antonio Domenici

Antonio Domenici (* 11. Januar 1958 in Rom) ist ein italienischer Filmregisseur und Drehbuchautor.

## Leben
Domenici inszenierte, nachdem er für zahlreiche Medien al Autor aktiv war, seinen ersten Film 1991. Copenhagen Fox-Trot, in dem er auch spielte, wurde jedoch kaum gezeigt. Mit dem 2001 entstandenen Diapason legte er den ersten italienischen Dogma-Film vor, der beim „Melbourne Underground Film Festival“ den Preis des besten ausländischen Filmes erhielt.
In Rom hat er eine eigene Produktionsgesellschaft gegründet.

## Filmografie
- 1991: Copenhagen Fox-trot
- 2001: Diapason